# Melanomys zunigae
Melanomys zunigae és una espècie de mamífer rosegador de la família dels cricètids. És endèmic del centre-oest del Perú, on viu a altituds d'entre 600 i 800 msnm. Es tracta d'un animal nocturn que no ha sigut observat des del 1949. El seu hàbitat natural són els deserts costaners. Està amenaçat per la mineria i el pasturatge de cabres.